# Lyndley Alan Craven
Lyndley Alan Craven ( 1945 – 2014) fue un botánico australiano.
Trabajó en el "Grupo de Estudios de Nueva Guinea", del CSIRO, entre 1964 y 1967. Luego de 1968 - 1970 estuvo en el "Burnley Horticultural College, Victoria; para pasar en 1971 y continua en el "Herbario Nacional Australiano". Se especializó en la sistemática de Melaleuca, Syzygium, Hibiscus, Gossypium.

## Honores

### Eponimia
Especies (8)
- (Malvaceae) Alyogyne cravenii Fryxell 1987
- (Malvaceae) Hibiscus cravenii (Fryxell) B.E.Pfeil & Craven 2004

Myrtaceae Eugenia craveniana N.Snow & Peter G.Wilson -- Telopea 12(4): 454 (453-457; figs. 1-2). 2010
- (Rutaceae) Melicope cravenii T.G.Hartley 2001
- La abreviatura «Craven» se emplea para indicar a Lyndley Alan Craven como autoridad en la descripción y clasificación científica de los vegetales.[2]